# 로마 폰스
로마 폰스 살다냐(스페인어: Romà Forns Saldaña; 1885년 12월 9일, 카탈루냐 주 바르셀로나 ~ 1942년 4월 26일, 카탈루냐 주 바르셀로나)는 스페인과 카탈루냐의 축구 선수이자 감독이다. 그는 1902년 말에 축구 선수로 신고식을 치르고 아이리시에서 1년 동안 활동하고 현역 생활 거의 대부분을 바르셀로나와 카탈루냐 대표팀에서 보냈으며 항상 공격수로 출전했다. 그는 이후 바르셀로나의 경영진이 되었다가 1927년에서 1929년까지 바르셀로나의 감독을 맡아 라 리가 출범 이래 바르셀로나를 지도한 최초의 감독이 되었다. 그는 구단 감독을 맡은 최초의 스페인인이자 카탈루냐인이다.

## 선수 경력
현역 시절 폰스는 바르셀로나의 5차례 카탈루냐 선수권 대회 우승을 도왔고, 1차례 코파 델 레이 우승에도 일조했다. 그와 함께한 바르셀로나 동료로는 어니스트 위티, 프란시스코 브루, 파울리노 알칸타라, 그리고 잭 그린웰이 있었다. 1910년과 1912년 사이, 폰스는 최소 4번의 카탈루냐 대표팀 경기에 출전했다. 그러나, 당시 기록은 통계치가 정확하지 않기 때문에 더 많은 경기를 출전했을 것으로 추정된다. 1912년 12월 12일, 그는 카탈루냐 대표팀 일원으로 프랑스와 국제 친선경기를 치렀다.

## 감독 경력
바르셀로나 경영진으로 1년 활동한 폰스는 1927년에 바르셀로나 감독으로 취임하여 주제프 사미티에르, 사히바르바, 그리고 플러트코 페렌츠가 포진한 선수단을 지도하였고, 카탈루냐 선수권 대회와 코파 델 레이를 우승했다. 그는 라 리가 출범 이래 바르셀로나를 지휘한 최초의 바르셀로나 감독이었지만, 중도에 하차했고, 짐 벨러미가 그의 바통을 이어받아 초대 라 리가 우승의 위업을 일구어냈다.

## 최후
폰스는 56세에 바르셀로나에서 영면에 들었다.

## 수상

### 선수
바르셀로나
- 코파 델 레이: 1910, 1912, 1913
- 카탈루냐 선수권 대회: 1904–05, 1908–09, 1909–10, 1910–11, 1912–13

### 감독
바르셀로나
- 코파 델 레이: 1928
- 카탈루냐 선수권 대회: 1927–28